# Förhultasjön
Förhultasjön är en sjö i Alvesta kommun och Växjö kommun i Småland och ingår i Mörrumsåns huvudavrinningsområde. Sjön är 7,3 meter djup, har en yta på 0,958 kvadratkilometer och är belägen 214 meter över havet. Sjön avvattnas av vattendraget Lekarydsån. Vid provfiske har abborre, gädda, mört och sik fångats i sjön.

## Delavrinningsområde
Förhultasjön ingår i det delavrinningsområde (633491-142174) som SMHI kallar för Ovan 633443-142408. Medelhöjden är 224 meter över havet och ytan är 33,65 kvadratkilometer. Det finns inga avrinningsområden uppströms utan avrinningsområdet är högsta punkten. Lekarydsån som avvattnar avrinningsområdet har biflödesordning 2, vilket innebär att vattnet flödar genom totalt 2 vattendrag innan det når havet efter 125 kilometer. Avrinningsområdet består mestadels av skog (79 procent). Avrinningsområdet har 1,82 kvadratkilometer vattenytor vilket ger det en sjöprocent på 5,4 procent.